# Vattenpolo vid olympiska sommarspelen 2024
Vattenpolo vid olympiska sommarspelen 2024 arrangerades mellan den 27 juli och 11 augusti 2024 i Paris i Frankrike. Gruppspelet spelades i Centre aquatique olympique och utslagsspelet i Paris La Défense Arena. Programmet bestod av en tävling för herrar med 12 lag och en tävling för damer med 10 lag.

## Medaljörer
| Vattenpolo                      | Guld | Silver | Brons |
| Damernas turnering Detaljer...  | Spanien Paula Camus Paula Crespí Anni Espar Laura Ester Judith Forca Maica García Godoy Paula Leitón Beatriz Ortiz Pili Peña Nona Pérez Isabel Piralkova Elena Ruiz Martina Terré                          | Australien Abby Andrews Charlize Andrews Zoe Arancini Elle Armit Keesja Gofers Sienna Green Bronte Halligan Sienna Hearn Danijela Jackovich Matilda Kearns Genevieve Longman Gabriella Palm Alice Williams | Nederländerna Laura Aarts Sarah Buis Kitty-Lynn Joustra Maartje Keuning Lola Moolhuijzen Bente Rogge Lieke Rogge Vivian Sevenich Brigitte Sleeking Nina ten Broek Simone van de Kraats Sabrina van der Sloot Iris Wolves |
| Herrarnas turnering Detaljer... | Serbien Radoslav Filipović Dušan Mandić Strahinja Rašović Sava Ranđelović Miloš Ćuk Nikola Dedović Radomir Drašović Nikola Jakšić Nemanja Ubović Nemanja Vico Petar Jakšić Viktor Rašović Vladimir Mišović | Kroatien Marko Bijač Rino Burić Loren Fatović Luka Lončar Maro Joković Luka Bukić Ante Vukičević Marko Žuvela Jerko Marinić Kragić Josip Vrlić Matias Biljaka Konstantin Charkov Toni Popadić              | USA Alex Bowen Luca Cupido Hannes Daube Chase Dodd Ryder Dodd Ben Hallock Drew Holland Johnny Hooper Max Irving Alex Obert Marko Vavic Adrian Weinberg Dylan Woodhead                                                    |

Denna tabell: visa • redigera

## Medaljtabell
*   Värdland ( Frankrike)
| Nr                  | Nation              | Guld | Silver | Brons | Totalt |
| ------------------- | ------------------- | ---- | ------ | ----- | ------ |
| 1                   | Spanien             | 1    | 0      | 0     | 1      |
| 1                   | Serbien             | 1    | 0      | 0     | 1      |
| 3                   | Australien          | 0    | 1      | 0     | 1      |
| 3                   | Kroatien            | 0    | 1      | 0     | 1      |
| 5                   | Nederländerna       | 0    | 0      | 1     | 1      |
| 5                   | USA                 | 0    | 0      | 1     | 1      |
| Totalt (6 nationer) | Totalt (6 nationer) | 2    | 2      | 2     | 6      |